# 角川游戏
角川遊戲股份有限公司（日语：株式会社角川ゲームス）是KADOKAWA旗下的遊戲軟件開發及銷售公司。

## 概要
原先角川書店、ASCII Media Works和enterbrain等角川集團內的公司各自獨立開發及銷售遊戲軟件。角川遊戲作為加强業務的戰略子公司，於2009年4月成立。
此後，以角川遊戲為中心，在角川集團內部進行協調並增強其生產及銷售能力，促進角川集團內各公司的各種內容的遊戲改編。並與集團外的開發及銷售公司合作，旨在通過遊戲内容來提高盈利能力並開創新的遊戲市場。
2016年4月，宣佈與中國大陸及台灣的發行商組成業務和資本聯盟，以拓展海外市場。同時，角川遊戲社長安田善巳宣佈將繼續擔任首席開發官並從事遊戲開發工作。
2022年5月，时任角川游戏的负责人安田善巳宣布离开角川成立新的游戏公司Dragami Games，而角川游戏旗下包括《电锯甜心》在内的部分游戏IP将转由Dragami Games名下。
2023年3月2日，因清算完成而解散。

## 主要業務
成立之初，角川遊戲是除角川書店以外的所有角川集團內的公司的遊戲軟件發行商，而角川遊戲本身的第一個發行遊戲是重装机兵3。2010年10月，宣佈與角川集團外的公司Prope與草蜢工作室進行項目合作。2011年1月20日，宣布角川書店、ASCII Media Works和enterbrain的遊戲發行業務將於2011年4月1日整合至角川遊戲中。2011年8月，與华纳兄弟建立業務合作夥伴關係，在全球60多個國家/地區發售遊戲电锯甜心，电锯甜心是角川遊戲第一個達到100萬銷售量的遊戲產品。2012年2月，宣布Chara-ani將參與遊戲業務並成為遊戲的發行商。

## 外部連結
- 官方网站
- 新会社「株式会社角川ゲームス」設立について （页面存档备份，存于）（設立時のプレスリリース）
- 角川ゲームスがKADOKAWA GAME STUDIOの設立を発表、PS Vita用に『艦これ改』（仮題）の制作が進行 （页面存档备份，存于）
- 角川ゲームス，海外展開を狙い中国と台湾のパブリッシャーと資本業務提携。内部開発体制の強化も発表 （页面存档备份，存于）
- DRAGAMI GAMES（日語）